# Battlefield Hardline
Battlefield Hardline – strzelanka pierwszoosobowa stworzona przez Visceral Games. Została wydana przez Electronic Arts na komputery osobiste oraz konsole PlayStation 3, Xbox 360, PlayStation 4 i Xbox One 17 marca 2015 roku w Ameryce Północnej i 19 marca 2015 roku w Europie (początkowo tytuł miał ukazać się 21 października 2014 w Stanach Zjednoczonych, a w Europie 23 października 2014 roku). Akcja Battlefielda skupia się głównie na ulicznych starciach między oddziałami policji a grupami przestępców, którzy chcąc się wzbogacić dokonują przestępstw oraz uciekają przed wymiarem sprawiedliwości. 9 czerwca 2014 roku rozpoczęły się zamknięte beta testy gry, dostępne tylko dla wybranych graczy, którzy posiadali konto na platformie Origin oraz zgłosili wniosek na stronie oficjalnej. 19 czerwca 2014 pierwsza wersja beta stała się dostępna dla każdego gracza, a druga 3 lutego 2015.

## Rozgrywka
Battlefield Hardline to strzelanka pierwszoosobowa. Gra oferuje rozgrywkę jednoosobową i wieloosobową. Rozgrywka wieloosobowa przeznaczona jest dla maksymalnie 64 graczy na jednym serwerze w przypadku wersji na komputery osobiste oraz konsole PlayStation 4, Xbox One. W przypadku konsol PlayStation 3 oraz Xbox 360 liczba została ograniczona do 24. Gracze dzielą się na dwie grupy: oddział policyjny oraz grupę przestępców. Celem jednostki policji jest pojmanie przestępców, natomiast przeciwnicy muszą wykonać wskazane na początku rozgrywki zadanie oraz uciec przed wymiarem sprawiedliwości. Obie strony otrzymują różne akcesoria np.: paralizatory, tarcze balistyczne, kajdanki, maski gazowe itp. Obie grupy otrzymują także inne pojazdy (z wyjątkiem motocykli oraz śmigłowców): przestępcy otrzymują do dyspozycji pojazdy typu van i sedan, a oddział policyjny dwa rodzaje radiowozów i samochód pancerny. Można również spotkać się z zastosowaną technologią Levolution (polegającą na możliwości burzenia różnych obiektów na mapie i następstw z tym związanych), podobnie jak w poprzedniej części gry.

### Bezprawie
30 czerwca (na konsole) i 6 lipca (na PC) 2015 ukazał się dodatek pierwszy dodatek do Battlefield Hardline – „Bezprawie”. Rozbudowuje on tryb wieloosobowy o cztery mapy, cztery bronie, dwa pojazdy i szereg innych nowości. Dodano też tryb „Łowca nagród”, w którym gracze zabijają się nawzajem, by zbierać specjalne monety.

### Ogólny opis fabuły[12]
W tym Battlefieldzie wyjątkowo na początku wcielamy się w przedstawiciela prawa. Zostajemy młodym niedoświadczonym policjantem, który szybko zostaje wrzucony w brutalny świat przekupnej, niezadbanej i brutalnej policji. W grze wcielamy się w postać z kubańskim pochodzeniem, Nicka Mendozę, który przejawia cechy dużej charakterności i zawziętości. Policjant zaczyna od ulicznej sprawy narkotykowej, ale szybko wspina się dalej w karierze i zostaje członkiem zespołu specjalnego. Gdzie mierzy się z mafią i zdradą jego najbliższych przyjaciół. 

### Odbiór gry
Gra na ogół nie została przyjęta zbyt ciepło. Jej oceny wahały się w przedziale 6/10
Produkt ten różnił się od innych Battlefieldów. Nie stawiał on na duże otwarte pole walki oraz kampania skłaniała się bliżej gier z serii skradankowych niż otwartej strzelaniny z czego słynął wtedy głównie battlefield. 
Gra mulitplayer również nie zachwyciła graczy, była uważana za nie wyjątkową oraz zostały zmniejszone mapy co również zabolało graczy. 